# Janez Potočnik

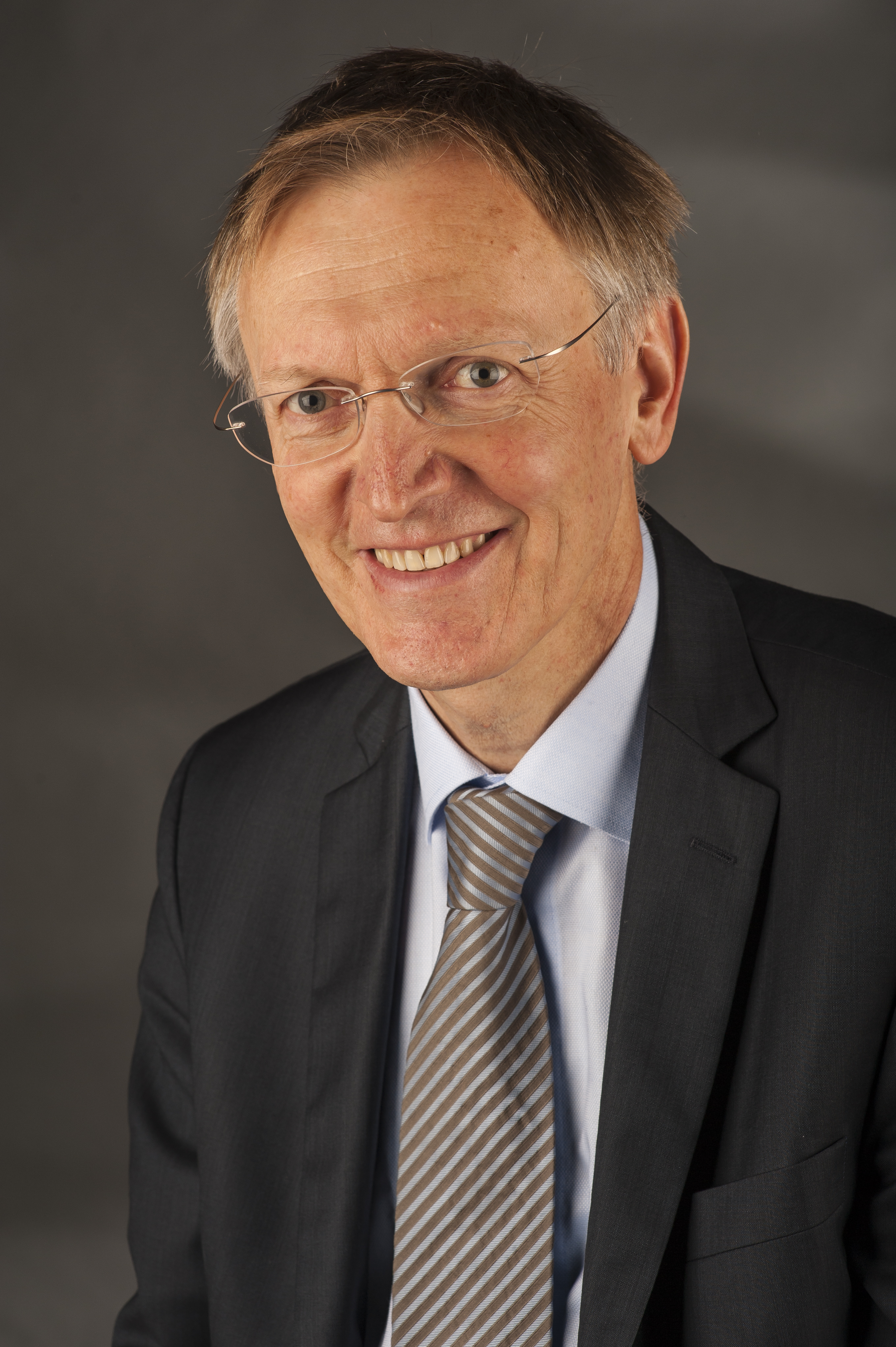
Janez Potočnik (2014)

Janez Potočnik [ˈjaːnɛz poˈtɔtʃnɪk] (* 22. März 1958 in Kropa) ist ein slowenischer Politiker und ehemaliger EU-Kommissar.

## Ausbildung
Potočnik studierte bis 1989 Wirtschaftswissenschaften an der Universität Ljubljana. Anschließend war er Assistenzprofessor an der juristischen Fakultät. 1993 wurde er zum Doktor der Wirtschaftswissenschaft promoviert.

## Karriere in Slowenien
Von 1993 bis 2001 arbeitete er beim Institut für makroökonomische Analyse und Entwicklung in Ljubljana, wurde aber bereits 1998 Chefunterhändler Sloweniens in den Beitrittsverhandlungen mit der EU. 2002 wurde er Europaminister Sloweniens und schließlich im Jahr 2004 EU-Kommissar.

## Karriere in der Europäischen Union
Am 1. Mai 2004 wurde er zusammen mit Günter Verheugen EU-Erweiterungskommissar. Verheugen hatte das Amt schon seit 1999 inne, durch den slowenischen EU-Beitritt kam er hinzu. In der Kommission Barroso I, die vom 18. November 2004 bis zum Ende ihres Mandats am 31. Oktober 2009 amtierte, war Potočnik für Wissenschafts- und Forschungspolitik zuständig.
In der Nachfolgekommission (Kommission Barroso II) amtierte er als Kommissar für Umwelt. Darüber hinaus setzte er sich für eine gemeinsame EU-weite Bekämpfung von „eingeschleppten“ Tier- und Pflanzenarten ein, die das europäische Ökosystem belasten und einen Schäden von rund 12 Mrd. € pro Jahr anrichteten. 2011 übernahm er die Schirmherrschaft für den Wettbewerb „Europäischer Baum des Jahres“, welcher seitdem jährlich von der Environmental Partnership Association (EPA) durchgeführt wird.

## Spätere Karriere
Seit 2014 ist er neben Alicia Bárcena (2014–2017) und Izabella Teixeira (seit 2017) Co-Vorsitzender des International Resource Panel des Umweltprogramm der Vereinten Nationen (UNEP) und folgte damit Ernst Ulrich von Weizsäcker in dieser Funktion.
2020 war er Mitglied des Beirats des jährlichen Berichts über die menschliche Entwicklung des Entwicklungsprogramms der Vereinten Nationen (UNDP) unter dem Vorsitz von Tharman Shanmugaratnam und Michael Spence. Seit Juli 2020 ist er auch Sonderberater für Nachhaltigkeit des EU-Kommissars für Umwelt, Ozeane und Fischerei Virginijus Sinkevičius.

## Auszeichnungen
- 2013: Champions of Earth Award
- 2015: Hans-Carl-von-Carlowitz-Nachhaltigkeitspreis 2015 in der Kategorie „Europa“[8]
- 2015: Adam-Smith-Preis für marktwirtschaftliche Umweltpolitik des Forum Ökologisch-Soziale Marktwirtschaft[9]